# Christiansen (chanson)
Singles de France Gall
Laisse tomber les filles
(1964) Sacré Charlemagne
(1964)
Christiansen est une chanson de France Gall. Elle est initialement parue en 1964 sur un EP et ensuite en 1965 sur l'album France Gall (communément appelé Poupée de cire, poupée de son),.

## Développement et composition
La chanson a été écrite par Maurice Vidalin et Jacques Datin. L'enregistrement a été produit par Denis Bourgeois.

## Liste des pistes
EP 7" 45 tours Laisse tomber les filles / Le Premier Chagrin d'amour / Christiansen / On t'avait prévenue (1964, Philips 434.949 BE, France)
A1. Laisse tomber les filles (2:15)
A2. Le Premier Chagrin d'amour (2:28)
B1. Christiansen (2:37)
B2. On t'avait prévenue (2:24),
Single 7" 45 tours Laisse tomber les filles / Christiansen (1964, Philips B 373.423 F, France)

Single 7" 45 tours Laisse tomber les filles / Christiansen (1965, Philips 328 027 JF, Netherlands)
1. Laisse tomber les filles (2:13)
2. Christiansen (2:38)[4]

## Classements
"Laisse tomber les filles" / "Christiansen",
| Classement (1964-1965)                  | Meilleure position |
| --------------------------------------- | ------------------ |
| Belgique (Wallonie Ultratop 50 Singles) | 9                  |